# 帕特里克·勒富隆
帕特里克·勒富隆（法語：Patrick Lefoulon，1958年5月6日—），法国男子皮划艇运动员。他曾代表法国参加1980年和1984年夏季奥林匹克运动会皮划艇比赛，其中1984年奥运会获得一枚银牌。